# Islamischer Feminismus
Der islamische Feminismus ist ein auf die Gleichheit aller Muslime zielender Feminismus, ungeachtet des Geschlechts, im öffentlichen und privaten Leben. Muslimische Feministen vertreten Frauenrechte, Gleichstellung der Geschlechter, Gleichberechtigung und soziale Gerechtigkeit in der islamischen Gesellschaft. Obwohl im Islam verwurzelt, haben die Pioniere der Bewegung auch säkulare und westliche Diskurse verwendet und sie sehen die Rolle des islamischen Feminismus als Teil einer weltweiten feministischen Bewegung.
Vertreter der Bewegung betonen die tief verwurzelten Lehren der Gleichheit im Koran und ermutigen dazu, die patriarchalische Interpretation der islamischen Lehren durch den Koran (Wort Gottes), Hadith (Überlieferungen über Mohammed) und die Scharia (das islamische Gesetz) zu hinterfragen bezüglich einer egalitäreren und gerechteren Gesellschaft. Generell kann er als eine eher liberale Bewegung im Islam eingestuft werden.

Ein Symbol des islamischen Feminismus mit einem Halbmond und einem Stern innerhalb des Symbols für das weibliche Geschlecht

## Definitionen
Der islamische Feminismus wird von islamischen Gelehrten im Vergleich zum säkularen Feminismus als radikaler definiert. Islamische Feministinnen gründen ihre Argumentation auf dem Islam und seinen Lehren. Sie suchen und fordern die volle Gleichstellung von Männern und Frauen in öffentlichen wie privaten Bereichen. Auch Nicht-Muslime tragen zur Debatte bei. Innerhalb des Diskurses im Islam ist der Koran als zentraler Text verankert.
In neuerer Zeit hat sich das Konzept des islamischen Feminismus weiter entwickelt, wobei islamische Gruppen darauf achten, Unterstützung von möglichst vielen Teilen der Gesellschaft zu bekommen; gebildete muslimische Frauen sind bestrebt, ihre Rolle in der Gesellschaft zu artikulieren. Allerdings werden Freiheiten wie das Recht auf Eigentum und Respekt der Männer vor den Frauen oft zur Seite geschoben, mit wenig Möglichkeiten für diejenigen, die dagegen protestieren wollen. Es waren hauptsächlich die Frauen der Oberschicht und der oberen Mittelschicht, die der islamischen feministischen Bewegung eine Stimme verleihen konnten, denn diese hatten die ökonomische Sicherheit und den notwendigen Zugang zu Bildung und Artikulationsmöglichkeiten, um gegen weit verbreitete Ansichten angehen zu können.

## Einflüsse des säkularen Feminismus
Der Aufstieg des modernen Feminismus in der islamischen Welt ist mit dem zunehmenden westlichen Einfluss verbunden, mit dem politischen und wirtschaftlichen Bestreben, sich an westlichen Staaten und Märkten und westliche Ideen wie allgemeines Wahlrecht, Menschenrechten und Zugang zu Bildung zu orientieren.

## Geschichte des islamischen Feminismus

### Frühe Reformen unter dem Islam
In der Zeit der frühen islamischen Reformen des 7. Jahrhunderts betrafen die Reformen der Rechte der Frau die Ehe, die Scheidung und das Erbrecht. In anderen Kulturen, einschließlich des Westens, hatten Frauen bei weitem nicht diesen rechtlichen Status, sie bekamen ihn erst Jahrhunderte später. Das Oxford Dictionary of Islam sagt, generelle Verbesserung des Status der arabischen Frauen sei das Verbot der Kindstötung – insbesondere die Tötung von Mädchen kurz nach der Geburt – und Anerkennung der Frau als Rechtsperson vor dem Gesetz. „Die Mitgift, bis dahin ein Preis der an den Vater (des Mannes A.d.Ü.) gezahlt wurde, wurde umgewandelt in eine Gabe, die die Frau als Teil ihres persönlichen Eigentums behalten konnte.“
Nach Einführung des islamischen Rechts (Scharia) wurde die Ehe nicht länger als Status gesehen, sondern eher als ein ziviler Vertrag, in welchem das Einverständnis der Frau zwingend erforderlich war. Die Frauen bekamen Erbrecht in einer patriarchalen Gesellschaft, in welcher zuvor nur die männlichen Verwandten erben konnten. Annemarie Schimmel schreibt, „verglichen mit der vorislamischen Stellung der Frau bedeutete die Islamische Gesetzgebung einen enormen Fortschritt; die Frau hat – zumindest nach dem Buchstaben des Gesetzes – das Recht, über das zu verfügen, was sie in die Familie gebracht hat oder durch eigene Arbeit verdient hat.“
William Montgomery Watt sagt, Mohammed könne im historischen Kontext seiner Zeit gesehen werden als eine Figur, welche Zeugnis abgelegt habe im Hinblick auf Frauenrechte und einige Dinge erheblich verbessert habe. Watt erklärt: „Zu der Zeit, als der Islam begann, waren die Bedingungen für die Frauen schrecklich, sie hatten kein Recht auf Eigentum, sie wurden angesehen als Eigentum des Mannes (wie zum Beispiel bei den Samburu, A.d.Ü.), und wenn der Mann gestorben war, ging alles zu den Söhnen. Mohammed gab den Frauen eine gewisse grundlegende Sicherheit, indem er Rechte einführte auf Eigentum, Erbschaft, Bildung und Entscheidung.“ Haddad und Esposito schreiben: „Mohammed gab den Frauen gewisse Rechte und Privilegien in der Sphäre der Familie, Ehe, Bildung und ökonomischen Unternehmungen, Rechte, die helfen, den Status der Frauen in der Gesellschaft zu verbessern.“

### In der Blütezeit des Islam
Während der vormodernen Periode, hier im Goldenen Zeitalter des Islam, gab es keine definitive feministische Bewegung. Trotzdem setzten sich Einzelpersonen für die Ausweitung der Frauenrechte und ihre Autonomie ein. Die Positionen reichen vom Mystiker und Philosophen Ibn ʿArabī (1165–1240), der mit der Fähigkeit von Frauen argumentiert, wie Männer spirituelle Ebenen zu erreichen, bis hin zu Nana Asma’u, der Tochter des Reformers Usman dan Fodio, die sich im 18. Jahrhundert für Alphabetisierung und Bildungsmöglichkeiten von muslimischen Frauen einsetzte.

#### Bildungswesen
Frauen spielten bei der Gründung von islamischen Bildungseinrichtungen eine wesentliche Rolle: Fatima al-Fihri etwa gründete 859 die Koranschule und spätere Universität al-Qarawīyīn im marokkanischen Fès. Diese Tradition setzte sich in der Zeit der Ayyubiden-Dynastie im 12. und 13. Jahrhundert fort, als 26 von 160 Moscheen und Madrasas in Damaskus von Muslimas als fromme Stiftung (Waqf) gegründet waren.
Gemäß dem sunnitischen Gelehrten Ibn ʿAsākir aus dem 12. Jahrhundert gab es Gelegenheiten für Frauenbildung. Er schreibt, dass Mädchen und Frauen studieren, akademische Abschlüsse (ijazah) erreichen und als Scholaren (ʿUlamā') und Lehrerinnen tätig sein können. Dieses Modell galt besonders für Familien mit sehr hohem Bildungsstandard, die wollten, dass Söhne und Töchter gleichermaßen gut und bestmöglich ausgebildet sein sollen. Ibn ʿAsākir selbst studierte bei Frauen.
Frauenbildung war durch die Vorbildnahme von Muhammads Gattinnen inspiriert: Chadīdscha war eine erfolgreiche Geschäftsfrau, Aischa eine hadith-Gelehrte und militärische Führerin. Sogar Muhammad selbst soll vom religiösen Wissen der medinischen Frauen begeistert gewesen sein. War es Frauen nicht möglich, als ordentliche Studentinnen zu studieren, so besuchten sie inoffizielle Vorträge und Sitzungen zum Studieren in Moscheen, Madrasas oder auf öffentlichen Plätzen. Obwohl es keine gesetzlichen Einschränkungen gegen Frauenbildung gab, billigten manche Männer diese Praxis nicht.

#### Zivile und militärische Tätigkeiten
Die Arbeitskräfte in der Zeit des Kalifats hatten unterschiedlichen religiösen und ethnischen Hintergrund. Auffällig war, dass beide Geschlechter, Männer und Frauen, in verschiedene wirtschaftliche Tätigkeiten und Aufgabenbereiche eingebunden waren. Frauen besetzten dabei ein breites Spektrum an Beschäftigungsfeldern und Berufen: im primären Sektor arbeiteten sie als Bäuerinnen, im sekundären Sekror als Bauarbeiterinnen, Färberinnen, Weberinnen usw., im tertiären Sektor als Geschäftsfrauen, Ärztinnen, in der Krankenpflege, als Lehrerinnen und vieles mehr in unterschiedlichen Wirtschaftsbereichen.
Muslimische Frauen hielten das Monopol über einige Branchen wie Spinnen, Färben oder Stickerei. Im Vergleich dazu waren weibliches Besitzrecht und das Lohnniveau in Europa bis zur Industriellen Revolution im 18. und 19. Jahrhundert relativ unterentwickelt.
Im 12. Jahrhundert forderte der berühmte islamische Philosoph und Qādī (Richter) Ibn Russhd, auch bekannt unter dem Namen Averroes, dass Frauen den Männern gleichgestellt würden, da sie dieselben Anlagen in Frieden- wie in Kriegszeiten hätten. Er zitiert Beispiele von Kriegerinnen, die in bewaffneten Konflikten beteiligt waren. Vor allem in der Frühgeschichte des Islam war dies keine Seltenheit: Berühmte Frauen kämpften an der Seite ihrer Männer während der islamischen Expansion und in den islamischen Bürgerkriegen (fitna), als Soldatinnen oder in hohen Positionen, darunter Nusaybah bint Ka'ab, Aischa oder Kahula und Wafeira. Bei dem iranischen Stamm der Laki nahmen Frauen an der Seite ihrer Männer an militärischen Aktivitäten teil.

#### Ehescheidungen
Im Gegensatz zur sogenannten Westlichen Welt während des 15. Jahrhunderts und bis in die Moderne, wo Ehescheidungen relativ ungewöhnlich waren, gab es das „Lossagen vom Ehepartner“ (Talāq) in der muslimischen Welt weitaus häufiger. Nach einer Studie war die Scheidungsrate unter der Herrschaft der Mamluken und im Osmanischen Reich höher als im Nahen und Mittleren Osten der Gegenwart.

### Neunzehntes Jahrhundert
Die Bewegung hat ihre Wurzeln im späten 19. Jahrhundert. Die iranische Dichterin und Märtyrerin des Babismus, Qurrat al-ʿAin (1814–1852), forderte als erste moderne Frau eine Neuauslegung des Koran. Noch unmittelbar vor ihrer Hinrichtung sprach sie sich für die Gleichberechtigung von Frauen aus.
Der ägyptische Jurist Qāsim Amīn, Autor des 1899 erschienenen Buchs Women’s Liberation (Tahrir al-Mar'a „Befreiung der Frau“), welches seiner Zeit voraus war, wird oft beschrieben als der Vater der feministischen Bewegung in Ägypten. In seiner Arbeit kritisierte Amin einige der in seiner Gesellschaft zu seiner Zeit vorherrschenden Praktiken wie Polygynie im Islam, den Schleier und die Purdah, d. h. Geschlechtertrennung im Islam. Er verdammte dies als unislamisch und im Widerspruch zum wahren Geist des Islam. Seine Arbeit hatte einen enormen Einfluss auf die politischen Bewegungen der Frauen in der gesamten islamischen und arabischen Welt und wird auch heute noch gelesen und zitiert.
Weniger bekannt als Qasim Amin sind jedoch Frauen, deren feministische Kritik ihrer Gesellschaften ihm vorausging. Die „Women’s Press“ in Ägypten begann solche Dinge seit ihren allerersten Ausgaben 1892 anzusprechen. Ägyptische, türkische, iranische, syrische und libanesische Frauen lasen europäische feministische Zeitschriften schon ein Jahrzehnt früher und diskutierten ihre Bedeutung für den Nahen Osten in der allgemeinen Zeitung.

## Betätigungsfelder des islamischen Feminismus

### Muslimisches Familienrecht
Eines der größeren Gebiete der Gelehrsamkeit und der Kampagnen ist für muslimische Feministinnen in verschiedenen Teilen der Welt das persönliche islamische Recht (auch genannt muslimisches Familienrecht, engl. Muslim Personal Law, MPL), dieses besteht aus den drei hauptsächlichen Gebieten Ehe, Scheidung, und Erbrecht.
Unter den Ländern mit muslimischer Mehrheit, die Teile des MPL eingeführt haben, sind Saudi-Arabien, Afghanistan, Pakistan, Libyen, Sudan, Senegal, Tunesien, Ägypten, Indonesien und Bangladesch. Länder mit muslimischer Minderheit, in denen eine Regierung MPL eingeführt hat oder in denen sich Aspekte von MPL im Gesetzgebungsverfahren befinden, sind Indien und Südafrika.
Im Allgemeinen haben islamische Feministinnen in vielen dieser Länder gegen die islamische Gesetzgebung protestiert und gesagt, dass diese Gesetze diskriminierend für Frauen seien. Einige islamische Feministinnen sind der Ansicht, dass ein reformiertes Familienrecht, welches auf Koran und Sunna beruhe, worin substanzielle Dinge auch von muslimischen Frauen kommen und die Frauen nicht diskriminieren, möglich sei. Diese islamische Feministinnen arbeiten an frauenfreundlichen Formen des MPL. (Siehe zum Beispiel „Canadian Council of Muslim Women“ für Argumentation auf Grundlage des Korans und nicht auf mittelalterlichem Konsens von Männern.) Andere islamische Feministinnen, insbesondere im Kontext von muslimischen Minderheiten innerhalb demokratischer Staaten, sagen, dass das islamische Familienrecht nicht reformiert, sondern abgewiesen werden soll und dass muslimische Frauen stattdessen Abhilfe suchen sollten durch die bürgerlichen Gesetze dieser Staaten. 
Für die meisten islamischen Feministinnen sind die prekären Angelegenheiten die Art, in der das islamische Familienrecht bislang formuliert wurde: Polygynie, Scheidung, Sorgerecht für Kinder, Unterhalt und Eigentum in der Ehe. Zusätzlich gibt es auch größere Überlegungen hinsichtlich der Vorstellungen, die einer solchen Gesetzgebung unterliegen, wie zum Beispiel die Idee, dass immer der Mann Haushaltsvorstand sei.

### Sexualität
Trotz der vielfachen Tabuisierung der menschlichen Sexualität sagen manche koranische Gelehrte (ʿUlamā'), dass der Koran selbst diese Dinge offen und positiv diskutiere, und der Islam sei von den großen Weltreligionen diejenige, die Sexualität am meisten akzeptiere. Der Koran erkenne, dass die Menschen sexuelle Wesen seien, und Mohammed sprach von der „Süße des Geschlechtsverkehrs“.
Es gibt Diskussion über die Interpretationen koranischer Verse, welche Homosexualität für ungesetzlich erklären: vor allem jene Verse, die sich auf die Geschichte von Lot beziehen (Suren 11,69–83 und 29,28–35). Diese koranischen Verse scheinen sich spezifisch auf männliche Homosexualität zu beziehen. Zeitgenössische Interpreten und Organisationen arbeiten daran, die Texte neu zu interpretieren, sodass sie ein weiteres Spektrum sexueller Beziehungen erlauben, inklusive homosexuelle und bisexuelle Partnerschaften. Von Seiten der muslimischen Orthodoxie gibt es dagegen viel Widerstand.

### Kleiderordnung
Im westlich geprägten (auch westlich-feministischen) Diskurs stellt etwa das Tragen verschleiernder Bekleidungsteile automatisch und unreflektiert Symbolismus für patriarchale Unterdrückung der muslimischen Frau dar. Leila Ahmed weist darauf hin, dass genau jene Argumentation kolonialer Strategie zur De-Islamisierung entspricht (siehe auch Bevölkerungslobby sowie Hunts „embedded feminism“). Aus einem daraus resultierenden Loyalitätskonflikt möchten sich selbst iranische Frauenrechtlerinnen keinesfalls als Feministinnen (im Sinne eines westlichen Feminismus) identifiziert wissen.

## Islamische Feministinnen, muslimische Feministinnen und Islamistinnen
Wichtig ist die Erwähnung grundsätzlicher Differenzen zwischen den Begriffen Islamische Feministin, Muslimische Feministin und denen, die als „Islamistin“ eingeschätzt werden:
- Islamische Feministinnen begründen ihre Argumente im Islam und seinen Lehren,[27] sie suchen die volle Gleichheit in der privaten Sphäre und der Öffentlichkeit und beziehen Nichtmuslime in Diskurs und Debatte mit ein.
- Im Unterschied dazu schätzen muslimische Feministinnen sich selbst als Muslime ein, die aber gelegentlich Argumente außerhalb des Islam benutzen, zum Beispiel nationales säkulares Recht oder internationale Vereinbarungen über die Menschenrechte, um gegen geschlechtliche Diskriminierung vorzugehen, siehe zum Beispiel die Bewegung Ni Putes Ni Soumises (dt. weder Huren noch unterwürfig), die in verarmten Gegenden Frankreichs (Banlieue) nach dem Mord an der jungen Muslima Sohane Benziane ihren Anfang gefunden hat.
- Islamisten sind Vertreter des politischen Islam, sie sind der Ansicht, dass Koran und Hadithe ein Kalifat verlangen. Einige Islamistinnen vertreten Rechte der Frauen in der Öffentlichkeit, sind aber gegen geschlechtliche Gleichbehandlung in der Privatsphäre.[28]

## Persönlichkeiten (chronologisch)
- Qāsim Amīn (1863–1908) – wird von einigen als ein früher Verfechter der Frauenrechte in der islamischen Gesellschaft betrachtet, von anderen als Verfechter des westlichen/britischen Kolonialismus
- Hudā Schaʿrāwī (1879–1947) – frühe Verfechterin der Frauenrechte in Ägypten, gründete 1910 die erste allgemeinbildende Schule für Mädchen und 1920 die erste Frauenvereinigung und Frauenzeitschrift  „L´Egyptienne“. Sie legte als erste Ägypterin öffentlich den Schleier ab.[29]
- Rokeya Sakhawat Hussain (1880–1932) – bengalische Verfasserin von „The Sultan's Dream“, ein frühes Werk feministischer Science-Fiction, Gründerin von Mädchenschulen.
- At-Tāhir al-Haddād (1899–1935) – tunesischer Frauenrechtler
- Zaib-un-Nissa Hamidullah (1921–2000) – erste Kolumnistin und Redakteurin in Pakistan, erste Frau als Rednerin an der al-Azhar-Universität, Autorin von The Bull and the She Devil
- Isa Wali (1929–1967) – nigerianischer Diplomat, der 1956 in einer Artikelserie auf Hausa über die „Position der Frauen im Islam“ (Makamin Mata a Musulunci) die Behauptung aufstellte, dass Frauen nach den islamischen Textquellen die gleichen politischen und sozialen Rechte haben wie Männer, und dadurch eine heftige Debatte unter den Muslimen Nordnigerias auslöste.[30]
- Nawal El Saadawi (1931–2021) – ägyptische Autorin
- Margot Badran (geboren 1936) – feministische Historikerin und Spezialistin für Frauenstudien
- Leila Ahmed (geboren 1940) – ägyptisch-US-amerikanische Professorin für Studien über Frauenangelegenheiten
- Fatima Mernissi (1940–2015) – marokkanische Schriftstellerin
- Azizah al-Hibri (geboren 1943) – US-amerikanische Professorin für Gesellschaftsrecht libanesischer Herkunft, die 1993 die Organisation KARAMAH – Muslim Women Lawyers for Human Rights gründete und sich aktiv für eine Reform des islamischen Personenstandsrechts einsetzt.[31] In ihrer Kritik der islamischen Tradition ist sie stark von Fazlur Rahman beeinflusst.[32]
- Shirin Ebadi (geboren 1947) – iranische Anwältin und Menschenrechtsaktivistin; sie hat die Vereinigung für Unterstützung der Kinderrechte gegründet, auch gewann sie 2003 den Friedensnobelpreis für ihre Anstrengungen für Demokratie und Menschenrechte speziell für Frauen und Kinder.
- Asma Barlas (geboren 1950) – pakistanisch-US-amerikanische Professorin am Ithaca College und Autorin von „Believing Women“ in Islam: Unreading Patriarchal Interpretations of the Qur'an
- Amina Wadud (geboren 1952) – afroamerikanische Professorin und Autorin, Buch „Qur'an and Woman: Rereading the Sacred Text from a Woman's Perspective“
- Farida Shaheed – pakistanische Soziologin und Frauenrechtsaktivistin
- Ebrahim Moosa (geboren 1957) – südafrikanischer Gelehrter im Islamischen Recht an der Duke University
- Rabeya Müller (1957–2024) – deutsche Islamwissenschaftlerin, muslimische Theologin, Imamin und Religionspädagogin
- Shirin Neshat (geboren 1957) – iranisch-US-amerikanische Künstlerin
- Saïda Keller-Messahli (geboren 1957) – tunesisch-schweizerische Menschenrechtsaktivistin für einen liberalen Islam
- Farid Esack (geboren 1959) – Unterstützer und Gelehrter
- Shamima Shaikh (1960–1998) – aus Südafrika
- Asra Nomani (geboren 1965) – indisch-US-amerikanische Journalistin, Autorin von „Standing Alone in Mecca: An American Woman's Struggle for the Soul of Islam“
- Na'eem Jeenah (geboren 1965) – südafrikanischer Gelehrter und Aktivist
- Irshad Manji (geboren 1968) – kanadische Journalistin, Autorin von „Der Aufbruch - Plädoyer für einen aufgeklärten Islam“ (englischer Originaltitel: „The Trouble with Islam Today“)
- Zilla Huma Usman (1971–2007) – pakistanische Politikerin und Aktivistin, ermordet im Februar 2007
- Mukhtaran Bibi (geboren 1972) – pakistanische Verfechterin der Frauenrechte und Aktivistin für Vermeidung von Vergewaltigungen
- Mariam al-Mansuri (geboren 1979) – Militärpilotin aus den Vereinigten Arabischen Emiraten
- Khola Maryam Hübsch (geboren 1980) – deutsche Journalistin, war u. a. Beauftragte für den interreligiösen Dialog bei der Frauenorganisation Lajna Imaillah der Ahmadiyya Muslim Jamaat in Deutschland
- Soumya Naâmane Guessous – marokkanische Soziologin; sie machte Kampagnen zum Vererben der Staatsbürgerschaft
- Kübra Gümüşay (geboren 1988) – deutsch-türkische Journalistin und Aktivistin, Initiatorin von Ausnahmslos